# Маунт-Тейбор (Вермонт)
Маунт-Тейбор (англ. Mount Tabor) — місто (англ. town) в США, в окрузі Ратленд штату Вермонт. Населення — 210 осіб (2020).

## Демографія
Згідно з переписом 2010 року, у місті мешкало 255 осіб у 116 домогосподарствах у складі 79 родин. Було 153 помешкання
Расовий склад населення:
| - 98,8 % — білих - 0,8 % — корінних американців |

До двох чи більше рас належало 0,4 %. Частка іспаномовних становила 0,8 % від усіх жителів.
За віковим діапазоном населення розподілялося таким чином: 18,4 % — особи молодші 18 років, 65,1 % — особи у віці 18—64 років, 16,5 % — особи у віці 65 років та старші. Медіана віку мешканця становила 45,6 року. На 100 осіб жіночої статі у місті припадало 99,2 чоловіків;  на 100 жінок у віці від 18 років та старших — 98,1 чоловіків також старших 18 років.
Середній дохід на одне домашнє господарство  становив 60 380 доларів США (медіана — 46 875), а середній дохід на одну сім'ю — 66 434 долари (медіана — 59 167). Медіана доходів становила 36 250 доларів для чоловіків та 57 969 доларів для жінок. За межею бідності перебувало 21,9 % осіб, у тому числі 27,0 % дітей у віці до 18 років та 6,0 % осіб у віці 65 років та старших.
Цивільне працевлаштоване населення становило 111 осіб. Основні галузі зайнятості: освіта, охорона здоров'я та соціальна допомога — 25,2 %, виробництво — 14,4 %, мистецтво, розваги та відпочинок — 13,5 %.